# Chancalá
Chancalá (también conocido como La Cascada-Chancalá), originalmente llamado Chak K'uh, es una zona arqueológica de la cultura maya ubicada en el municipio de Palenque del estado de Chiapas en México. Fue una ciudad maya del periodo clásico mesoamericano que tuvo su propia dinastía y glifo emblema la cual se desarrolló como un centro de poder político autónomo dentro de la región dominada por Palenque (Lakam Ha), aunque el sitio muestra estar fuertemente influenciado por dicha ciudad. La zona arqueológica de Chancalá contiene más de 20 estructuras de tipo ceremonial entre las que destacan un templo sobre un basamento piramidal de seis niveles estilo palencano y una cancha de juego de pelota.

## Historia
Chancalá fue una ciudad-estado maya ubicado dentro de la región de Palenque con una ocupación que se remonta a finales del periodo preclásico tardío de Mesoamérica y su apogeo se dio durante el periodo clásico tardío. Chancalá tuvo su propio glifo emblema cuya lectura es Chak K'uh lo que demuestra que mantuvo cierta autonomía con respecto a la ciudad de Palenque aún cuando se ubica a unos kilómetros al sur. También se ha identificado un camino prehispánico de sacbé que conecta a Chancalá con un sitio de menor extensión llamado San Juan Chancalaíto mostrando las conexiones e interacciones políticas que tuvo la ciudad durante su ocupación prehispánica.  
En un panel con inscripciones jeroglíficas de estilo clásico tardio encontrado en Chancalá se registra que el gobernante llamado Yax K'oj Ahk atestiguó el dia del calendario maya 4 ajaw 8 kumk'uj, una fecha de final de periodo con relevancia ceremonial al estar relacionada con la fecha mitológica de la creación. Por lo que se sabe el señor Yax K'oj Ahk fue uno de los gobernantes más relevantes de Chancalá.

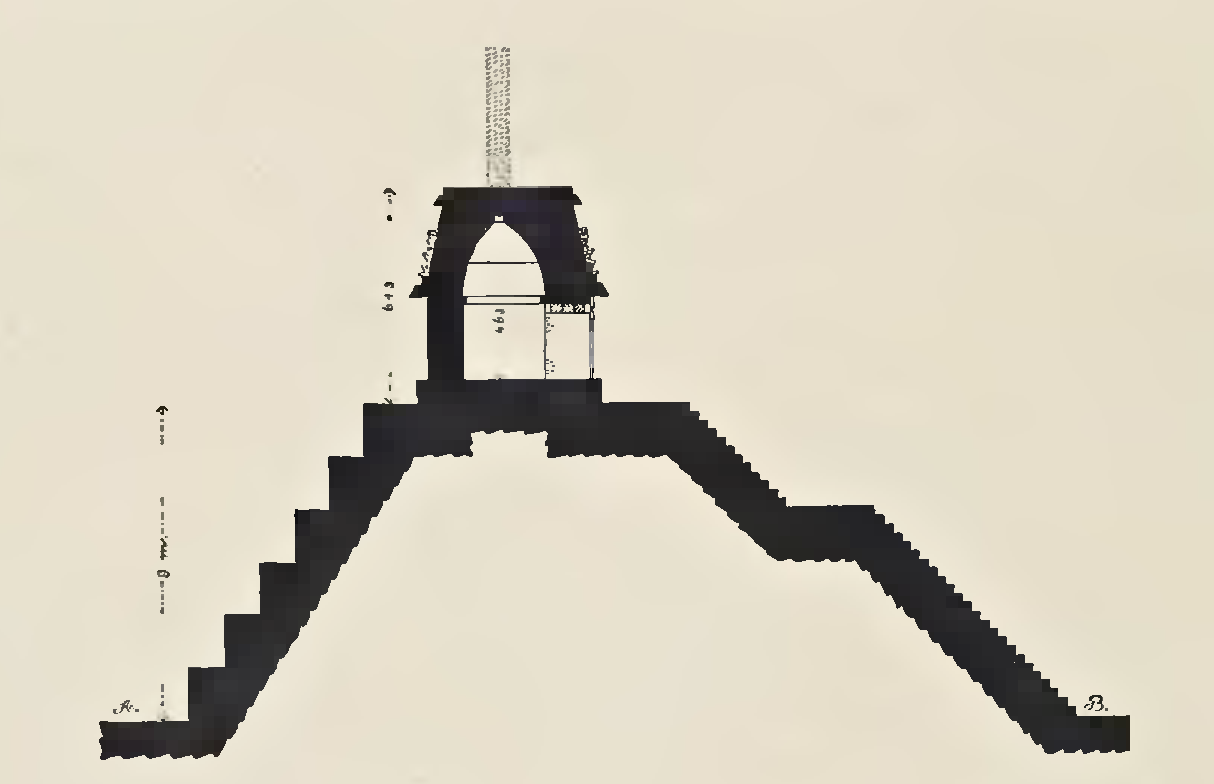
Plano del templo principal de Chancalá realizado por Teobert Maler.

El sitio arqueológico de Chancalá fue descubierto en el año 1898 por el arqueólogo Teobert Maler durante una expedición arqueológica sobre la región de Palenque en la que luego de descubrir una serie de yacimientos arqueológicos encontró las ruinas de un sitio de mediana extensión al cual bautizó como Chancalá en referencia al río cercano a la zona. En su reporte arqueológico, Maler describió al sitio como extenso y con presencia de numerosas estructuras y destacó la existencia de un basamento piramidal escalonado con un templo ceremonial de una habitación en la parte superior con restos de pintura roja y escritura jeroglífica en la pared exterior, también realizó un plano a detalle de la estructura y tomó fotografías de las ruinas y de la cascada Welib-Há. Actualmente el sitio arqueológico de Chancalá se encuentra enterrado completamente bajo una espesa vegetación selvática dentro de un ejido.